# Lycianthes campyloclada
Lycianthes campyloclada är en potatisväxtart som först beskrevs av Michel Félix Dunal, och fick sitt nu gällande namn av Friedrich August Georg Bitter. Lycianthes campyloclada ingår i Himmelsögonsläktet som ingår i familjen potatisväxter. Inga underarter finns listade i Catalogue of Life.